# Streumassenradius
Bei Strukturuntersuchungen an weicher Materie ist der Streumassenradius (auch Gyrationsradius oder teilweise Trägheitsradius genannt) eine wichtige Größe zur Charakterisierung der räumlichen Ausdehnung unregelmäßig geformter Partikel. Je kompakter ein Objekt, desto kleiner sein Streumassenradius. Er lässt sich durch Streuexperimente bestimmen.
Die Definition des Streumassenradius ähnelt der des Trägheitsmoments. Bestehen die Partikel aus N gleichartigen Bausteinen mit Ortsvektoren {\displaystyle {\vec {r}}_{1}\dots {\vec {r}}_{\text{N}}}, so ist das Quadrat des Streumassenradius {\displaystyle R_{\text{G}}} definiert als der mittlere quadratische Abstand der Bausteine (beispielsweise der Monomere einer Polymerkette) zum Schwerpunkt {\displaystyle {\vec {r}}_{\text{S}}} des Partikels:
{\displaystyle R_{\text{G}}^{2}={\frac {1}{N}}\sum _{i=1}^{N}\left|{\vec {r}}_{i}-{\vec {r}}_{\text{S}}\right|^{2}}.
Ist die Massenverteilung im Partikel durch eine Massendichte {\displaystyle \rho ({\vec {r}})} gegeben, so ergibt sich für den Streumassenradius:
{\displaystyle R_{\text{G}}^{2}={\frac {1}{M}}\int {\mbox{d}}^{3}r\,\rho ({\vec {r}})\left|{\vec {r}}-{\vec {r}}_{\text{S}}\right|^{2}},
wobei M die Masse des Partikels ist.
Im Extremfall einer homogenen Kugel mit Radius R ergibt sich:
{\displaystyle R_{\text{G, Kugel}}={\sqrt {\frac {3}{5}}}\cdot R}
Der Streumassenradius lässt sich durch Streuexperimente an einer verdünnten Suspension bzw. Lösung der Partikel bestimmen: für kleine Streuvektoren {\displaystyle {\vec {q}}} lässt sich die Strukturfunktion S annähern durch
{\displaystyle S({\vec {q}})\approx N\left(1-{\frac {q^{2}\cdot R_{\text{G}}^{2}}{3}}\right),}
sie hängt dann also nur von der Zahl N der Bausteine und dem Streumassenradius ab. Dieser Zusammenhang ist als Guinier-Gesetz bekannt.
Zur Messung des Streumassenradius von suspendierten Kolloiden oder gelösten Polymeren eignet sich oft die Lichtstreuung. Um die räumliche Ausdehnung der verknäuelten Kettenmoleküle in einer Polymerschmelze zu charakterisieren, bietet sich die Kleinwinkel-Neutronenstreuung an; um einen Streukontrast zu erhalten, wird dabei der Schmelze ein geringer Anteil deuteriertes Polymer zugesetzt.